# Strekoza i muravej
Strekoza i muravej (russisk: Стрекоза и муравей) er en russisk animationsfilm fra 1913 af Vladislav Starevitj.